# Konserwatiwna Balgarija
Konserwatiwna Balgarija (bulgarisch Консервативна България; wissenschaftliche Transliteration: Konservativna Bŭlgariya; deutsch Konservatives Bulgarien; kurz: KB) ist eine nationalkonservative und nationalistische bulgarische Partei. Sie wurde am 17. Mai 2011 in der Hafenstadt Burgas gegründet und hieß bis zum November 2022 Nationale Front für die Rettung Bulgariens (bulgarisch Национален фронт за спасение на България Nazionalen front sa spassenie na Balgarija, NFSB).

## Geschichte
Anfang November 2009 traten neben Waleri Simeonow noch weitere 9 der 13 Abgeordneten im Stadtrat von Burgas aus der Partei Ataka aus, da sie nicht mit der Politik der Parteiführung zufrieden waren. Am 17. Mai 2011 gründeten Simeonow und die ehemaligen Ataka-Gemeinderadabgeordneten die Nationale Front für die Rettung Bulgariens.
Noch im selben Jahr nahm sie an den Präsidentschaftswahlen 2011 teil. Dabei konnte der Präsidentschaftskandidat von NFSB, Stefan Solakow 2,5 % der Wählerstimmen für sich gewinnen und belegte dadurch den fünften Platz. Bei den Kommunalwahlen in Burgas erreichte sie mit 11,64 % oder 10.979 Wahlstimmen einen weiteren Erfolg. Sie ist im Stadtrat von Burgas mit 7 Abgeordnete die zweitstärkste Kraft.
Im November 2022 beschloss die Partei die Umbenennung zu Konserwatiwna Balgarija.

## Wahlergebnisse
| Jahr | Wahl                         | Stimmenanteil      | Sitze              |
| ---- | ---------------------------- | ------------------ | ------------------ |
| 2013 | Parlamentswahl 2013          | 3,70 %             | 0/240              |
| 2014 | Europawahl 2014              | 3,05 %             | 0/17               |
| 2014 | Parlamentswahl 2014          | 7,28 %             | 19/240 1           |
| 2017 | Parlamentswahl 2017          | 9,07 %             | 9/240 2 von 27/240 |
| 2019 | Europawahl 2019              | 1,15 %             | 0/17               |
| 2021 | Parlamentswahl April 2021    | 2,41 %             | 0/240 3            |
| 2021 | Parlamentswahl Juli 2021     | 3,10 %             | 0/240 4            |
| 2021 | Parlamentswahl November 2021 | 0,33 %             | 0/240 5            |
| 2022 | Parlamentswahl 2022          | 0,14 %             | 0/240              |
| 2023 | Parlamentswahl 2023          | nicht teilgenommen | 0/240              |
| 2024 | Europawahl 2024              | 1,24 %             | 0/17 6             |
| 2024 | Parlamentswahl Juni 2024     | 1,52 %             | 0/240 6            |